# Desmia funeralis
Desmia funeralis is een vlinder uit de familie van de grasmotten (Crambidae), uit de onderfamilie van de Spilomelinae. De wetenschappelijke naam van deze soort is voor het eerst voorgesteld als Pyralis funeralis door Jacob Hübner in een publicatie uit 1796.
De soort komt voor in Canada, de Verenigde Staten, de Dominicaanse Republiek en Saba.